# Solina Chau
Solina Chau Hoi Shuen (周凱旋) (nascida em 1961) é uma empresária em Hong Kong, sócia comercial do Grupo Cheung Kong e diretora da Fundação Li Ka Shing. Ela também é acionista majoritária da Tom.com, uma empresa de publicação e publicidade na República Popular da China.

## Infância e educação
Chau nasceu em 1961 como filha de um pequeno empresário de Hong Kong. Ela frequentou a prestigiosa Escola Diocesana para Meninas, em Hong Kong, onde foi eleita capitã da casa júnior. Ela fez o Hong Kong Certificate of Education Examination, em 1978, e se formou em 1979. Após sua formatura, ela continuou seus estudos em Sydney, Austrália, na Universidade de Nova Gales do Sul.

## Carreira
Depois de morar na Austrália, Chau morou e trabalhou em Londres durante a década de 1980 por um curto período de tempo. Durante o final da década de 1980, ela fez amizade com Debbie Chang, que acabaria se tornando uma de suas parceiras de negócios mais antigas.
A primeira conquista notável de Chau nos círculos empresariais de Hong Kong foi ganhar um projeto para construir a Praça Oriental no centro de Pequim em 1993. Este projeto e muitos outros durante o início de sua carreira foram realizados em envolvimento com o ex-executivo-chefe de Hong Kong Tung Chee-hwa, primo de Debbie Chang. Chau também conheceu Li Ka-shing nessa época, e os dois mais tarde se tornariam conhecidos por seu companheirismo próximo e várias parcerias comerciais.
Em 1999, com a ajuda de Li, Chau criou a Tom, uma empresa de mídia em língua chinesa, como uma sociedade anônima registrada nas Ilhas Cayman como uma sócia minoritária (40%) junto com Hutchison Whampoa e Cheung Kong Holdings em uma série de transações que lhe renderam uma estimado em US$ 11 milhões em dinheiro antes mesmo de a empresa começar a negociar. Quando Tom foi listado na Bolsa de Valores de Hong Kong, o investimento de Chau em Tom cresceu para UCS$ 1,63 bilhão, tornando-a a segunda mulher mais rica de Hong Kong.
Em 2002, Chau investiu RMB ￥ 1 milhão em um provedor de serviços interativos de reconhecimento de voz, Beijing Leitingwuji Network Technology Company Limited (北京雷霆无极网络科技有限公司). Em setembro de 2003, antes mesmo de a empresa dar lucro, ela a vendeu para o Grupo TOM pelo valor de US$ 132 milhões. Sua subsidiária TOM Online foi então listada separadamente no Growth Enterprise Market da Bolsa de Valores de Hong Kong no início de 2004. Chau permaneceu como acionista de 9,998% da Tom Online até 12 de março de 2007, quando o Tom Group anunciou uma oferta pelas ações em circulação da Tom Online, para tornar a empresa privada. Chau também possui uma participação de 24% no TOM Group antes do anúncio.
Em 2002, Chau cofundou a Horizons Ventures com Debbie Chang, que é a única pessoa nomeada como diretora. Li Ka-shing só se tornou um investidor da empresa dois anos após sua fundação, mas seu apoio como o homem mais rico da Ásia ajudou a empresa a se destacar da multidão. Sob Chau, a Horizons Ventures investiu mais de US$ 470 milhões em mais de 80 empresas de tecnologia, em busca de empreendedores de tecnologia "disruptivos". Seus principais investimentos foram nos Estados Unidos e Israel, com pelo menos 28 investimentos em cada país, respectivamente, desde 2006.
Chau afirmou pessoalmente que seus interesses comerciais giram em torno de nutrir empresas ocidentais, considerando-as mais inovadoras. Chau é conhecida por investir em empresas muito rapidamente, às vezes dentro de 24 horas dos proprietários de startups, ou imediatamente após uma curta reunião de café. Chau normalmente traz investimentos que variam de US$ 1 milhão a US$ 20 milhões para a mesa. A Horizons foi incorporada em Hong Kong em 2006. Com sua direção, a fundação Li Ka-shing também investiu em gigantes da tecnologia como Facebook, Slack e Spotify.
Ela foi nomeada uma das 50 Women in the Mix da Forbes Asia, em 2013. A partir de 2014, ela é listada como a 81ª mulher mais poderosa do mundo pela Forbes.

## Vida pessoal
Chau é bem conhecida por sua amizade de décadas com o bilionário de Hong Kong, Li Ka-Shing, que ela conheceu através de um amigo em comum na década de 1990. Li é 33 anos mais velho que ela e é o confidente mais próximo de Chau, e os dois apoiaram e aconselharam um ao outro em muitos de seus projetos. Chau foi visto ajoelhado em público para amarrar os cadarços de Li e segurar seu guarda-chuva na chuva. Chau comparou sua relação com a de Sancho Pança e Dom Quixote.
Em 2012, Chau processou o distribuidor de Hong Kong da Caijing, com sede em Pequim, sob acusações de difamação, com a revista alegando que Chau aceitava subornos de um funcionário do governo continental. Os tribunais do continente decidiram em dezembro de 2012 que a Beijin Caijing Magazine Limited era responsável por difamação e ordenou que a empresa publicasse um pedido de desculpas. O acampamento de Chau aceitou esses termos.